# Cittadini (Venezia)
I cittadini erano una delle classi sociali che suddividevano la popolazione di Venezia. Comprendeva, grossomodo, la borghesia e la nobiltà di terraferma, distinguendosi dal patriziato e dai semplici forestieri.

## Caratteristiche dei Cittadini a Venezia
Nella Repubblica di Venezia il corpo sociale dei Liberi era sin dal 742 lo stabile depositario del potere elettivo nei confronti del Doge, attraverso l'assemblea generale o Concio. Attraverso tale strumento, la classe dei cittadini affiancò e sostenne tra l'XI e il XII secolo il Patriziato nell'opera di limitazione del potere ducale e nella creazione del Commune Veneciarum.
A partire già dagli inizi del XIII secolo, però, i Cittadini persero progressivamente potere a favore dei Patrizi, sino alla serrata del Maggior Consiglio del 28 febbraio 1297 e alla successiva legge del 1319, che precludeva l'accesso di nuove famiglie alla nobiltà.
I cittadini vennero quindi definitivamente esclusi dal governo e, parallelamente alla chiusura del corpo sociale della nobiltà, anche i cittadini vennero a costituire un corpo sociale ben definito, suddiviso in due gruppi: gli Originarii e i cives de intus.

### Originariiocives de intus et de extra
Gli Originarii erano idealmente i discendenti dei primi abitanti della città e delle lagune, all'epoca della nascita dello Stato, o di quanti erano pervenuti nel tempo alla condizione di piena cittadinanza, descritta dalla formula latina de intus et de extra, cioè "dentro e fuori", a significare appunto che essi erano veneziani in tutto e per tutto. Ai cittadini originari venivano ascritti i nobili dei consigli di terraferma più meritevoli e coloro che per qualche motivo avevano perso l'appartenenza al patriziato. I cittadini originari potevano contrarre matrimoni con le più cospicue famiglie patrizie, se però un membro delle due classi avesse contratto matrimonio con un popolano o una popolana avrebbe perso l'appartenenza alla classe.
L'appartenenza a questo ceto sociale era sancita dall'iscrizione in un apposito Libro d'argento, istituito con legge del 19 luglio 1315, contestualmente alla creazione del Libro d'oro della nobiltà. Entrambi i libri erano conservati nella Sala dello Scrigno di Palazzo Ducale, L'iscrizione di una famiglia era subordinata al rispetto di ben determinate condizioni:
- la discendenza onorevole (cioè legittima) da almeno tre generazioni di cittadini;
- il non esercizio, da almeno tre generazioni, di arti meccaniche;
- il non comparire nel registro criminale, detto Raspa;
- la contribuzione fiscale al Comune.

Lo status di piena cittadinanza permetteva di accedere all'amministrazione dello Stato nel corpi dei cancellieri, dei segretari, degli avvocati, dei notai, oltre che alle cariche riservate a questa classe in seno alla flotta, nonché l'iscrizione nei consigli nobili delle principali città venete di terraferma. Si poteva aspirare fino alla carica di Cancellier Grando, seconda in onore solo al Doge.
Tale condizione permetteva inoltre di esercitare il commercio d'oltremare sotto la bandiera di San Marco, godere della protezione dello Stato all'estero o essere giudicati da magistrati della Repubblica anche nelle colonie.

### Cives de intus tantum

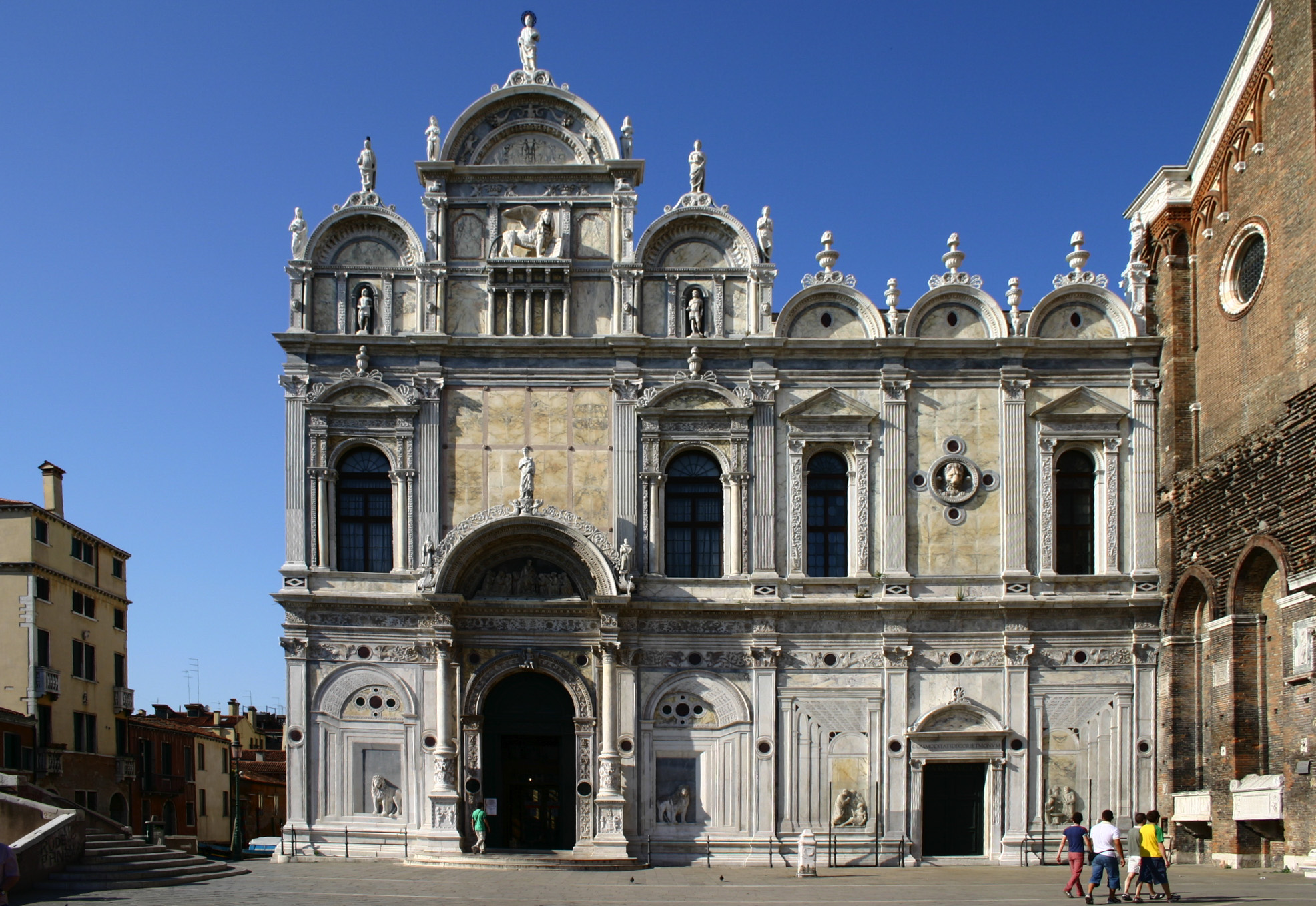
Scuola Grande di San Marco, una delle grandi Scholae religiose in cui si riuniva il popolo veneziano.

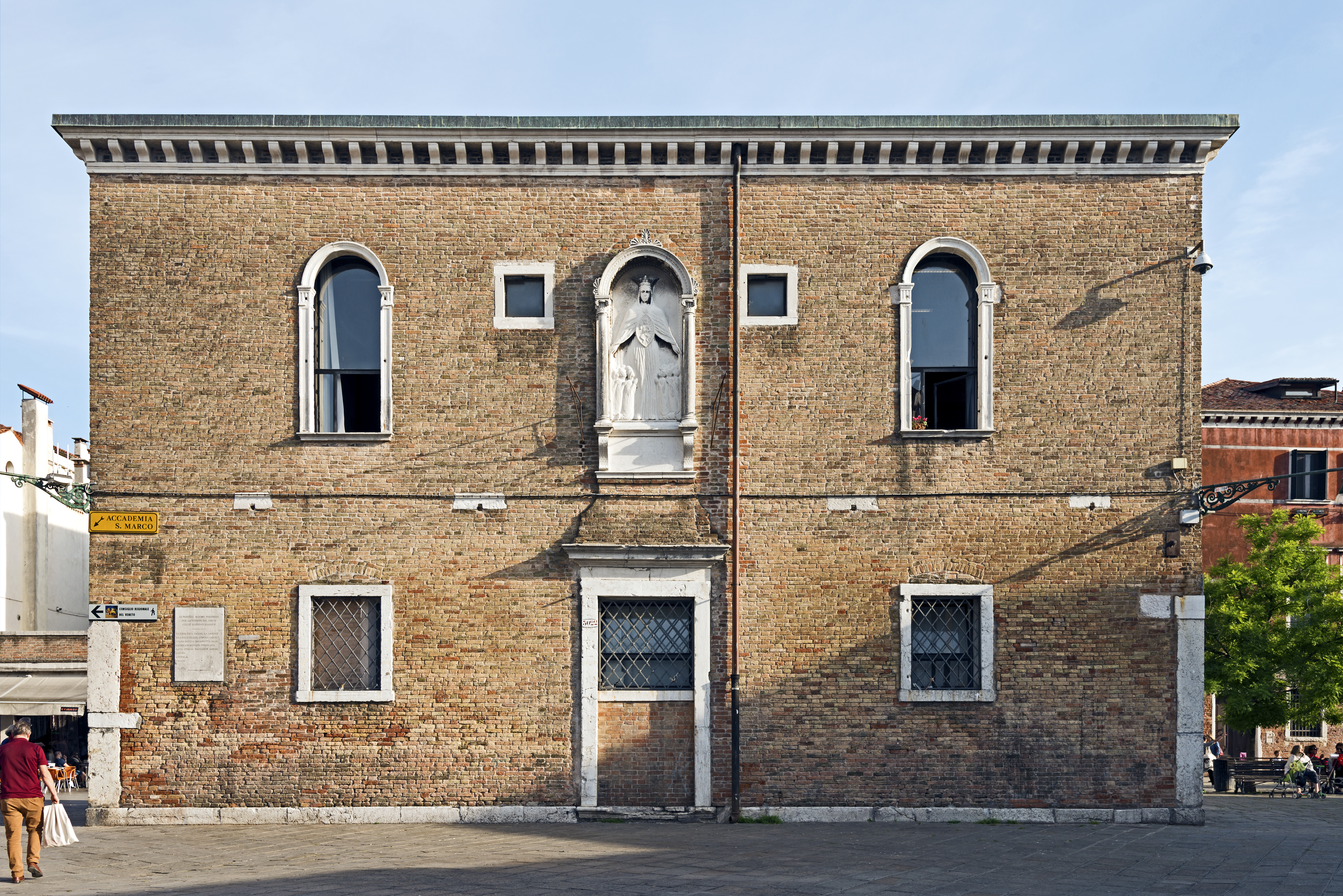
La Scuola dei Varoteri (conciatori di pelli), una delle varie Scholae di arti e mestieri di Venezia.

I cittadini de intus tantum costituivano il corpo del popolo veneziano: distinto dai semplici forestieri di passaggio, cioè dai non residenti, sottoposti a particolari limitazioni e regimi fiscali e di sorveglianza, ma anche dai "veri" veneziani, gli originarii.

Il conseguimento della cittadinanza per grazia o per domicilio dava, appunto, accesso ad una condizione non completa di cittadino de intus tantum, cioè di cittadino "solo di dentro", inteso nel senso di cittadino solo all'interno della città, come ad escludere la possibilità di presentarsi come veneziano all'estero. Tuttavia, sebbene con alcune limitazioni rispetto agli originarii, anche i cittadini de intus avevano la possibilità di esercitare il commercio oltremarino.
Tutti costoro non erano in alcun modo coinvolti nel governo e nell'amministrazione dello Stato, ma ne costituivano comunque una parte fondamentale, fornendo la massa della forza lavoro impegnata nelle botteghe, nei cantieri, sulle galee e in tutte le altre attività fondamentali per il sostentamento della società.
I cittadini de intus godevano della protezione delle leggi al pari degli originarii e dei patrizi ed erano protetti nella loro organizzazione corporativa delle Scuole o Scholae religiose o di mestiere, dette Scuole Grandi e Scuole Piccole, che ancora avevano un limitato potere nell'elezione dei gastaldi ducali.
Oltre che per arti e mestieri, i cittadini erano raggruppati anche per Sestieri, cioè per ciascuna delle sei aree in cui si suddivide Venezia. Essi erano sottoposti all'autorità di capisestiere, aventi vari compiti minori di polizia e di sorveglianza, tra cui la registrazione dei cittadini e dei forestieri presenti in città, cosicché il Governo potesse avere sempre notizie aggiornate sulla popolazione residente..